# Jonathan Dormand
Jonathan Dormand (* 20. Jahrhundert in South Yorkshire) ist ein britischer Cellist.
Der in South Yorkshire geborene Dormand schloss 2010 seine Ausbildung bei Hannah Roberts am Royal Northern College of Music mit Auszeichnung ab, während er daneben bei den London Master Classes Unterricht bei Ralph Kirshbaum nahm. Seinen Abschluss als Master of Music erlangte er am New England Conservatory of Music bei Laurence Lesser. Außerdem  besuchte er Seminare von Steven Isserlis, Gary Hoffman, Timothy Eddy, Frans Helmerson und Bernard Greenhouse. 2012 belegte er den vierten Platz bei der Isang Yun International Cello Competition, 2015 erhielt er den Incentive Grant des Pierre Fournier Award.
Dormand spielte Musik zeitgenössischer Komponisten in Konzerten und Workshops mit dem Ensemble TIMF, dem Bournemouth Symphony Orchestra und dem USC Symphony Orchestra. Als Gast leitete er u. a. die Cellosektionen des Philharmonia Orchestra, der Royal Northern Sinfonia und des BBC National Orchestra of Wales. Auftritte hatte er u. a. in der Londoner Wigmore Hall, im Purcell Room  und der Weill Recital Hall der Carnegie Hall. Dormand unterrichtete im Rahmen des Yellow Barn's Young Artist Program und am Royal Welsh College of Music & Drama. Als Leihgabe des Ravinia's Steans Music Institute spielt er ein Cello aus der Werkstatt von John Betts.